# Hibrildes norax
Hibrildes norax är en fjärilsart som beskrevs av Druce 1888. Hibrildes norax ingår i släktet Hibrildes och familjen Eupterotidae. Inga underarter finns listade i Catalogue of Life.